# Moverna vas
Moverna vas je naselje u slovenskoj Općini Semiču. Moverna vas se nalazi u pokrajini Dolenjskoj i statističkoj regiji Donjoposavskoj regiji. 

## Stanovništvo
Prema popisu stanovništva iz 2002. godine naselje je imalo 30 stanovnika.